# جغرافيا كندا
تمتلك كندا جغرافيا واسعة تحتل مساحة كبيرة من قارة أمريكا الشمالية، وتتشارك حدودها البرية مع الولايات الأمريكية المتجاورة من جهة الجنوب، ومع ولاية ألاسكا الأمريكية من جهة الشمال الغربي. وتمتد كندا من المحيط الأطلسي من جهة الشرق وحتى المحيط الهادئ من جهة الغرب؛ ويحدها من جهة الشمال المحيط المتجمد الشمالي. وتحدها غرينلاند من جهة الشمال الشرقي وإلى الجنوب الشرقي تتشارك كندا الحدود البحرية مع مجموعة سانت بيير وميكلون الخارجية لجمهورية فرنسا، آخر بقايا فرنسا الجديدة. ومن حيث المساحة الكلية (متضمنًا مسطحاتها المائية)، فكندا هي ثاني أكبر الدول مساحة في العالم، بعد روسيا التي تحتل المركز الأول. لكن بحساب مساحة اليابسة فقط، تحتل كندا المركز الرابع من حيث المساحة، ويعود ذلك الفارق إلى أن كندا تمتلك أكبر نسبة من بحيرات المياه العذبة في العالم. ومن ضمن مقاطعات كندا وأقاليمها الثلاثة عشر، هناك اثنان فقط لا تحدهما المياه (ألبرتا وساسكاتشوان) بينما تتشارك الإحدى عشر الأخرى حدودها مع الثلاثة محيطات بشكل مباشر.
كندا هي موطن للمستوطنة الكائنة في أقصى شمال العالم، وهي محطة إنذار القوات الكندية، وتقع على الحافة الشمالية من جزيرة إليسمير –خط العرض 82.5 ° شمالاً– والتي تقع على بعد 817 كيلومترًا (508 ميلًا) من القطب الشمالي. والجزء الأكبر من القطب الشمالي الكندي مُغطى بالجليد والتربة الصقيعية. وتمتلك كندا أطول ساحل في العالم، بطول إجمالي يصل إلى 243,042 كيلومترًا (151,019 ميلًا)؛ بالإضافة إلى ذلك، فإن حدودها مع الولايات المتحدة هي أطول حدود برية، وتمتد بطول 8,891 كيلومترًا (5,525 ميلًا). وتقع ثلاث من جزر كندا القطبية الشمالية ضمن أكبر عشرة جزر في العالم، وهذه الجزر هي جزيرة بافن وجزيرة فيكتوريا وجزيرة إليسمير.
منذ الفترة الجليدية الأخيرة، تكونت كندا من ثمانية مناطق غابات مميزة، بما في ذلك الغابات الشمالية واسعة النطاق على الدرع الكندي. وتُغطى 42 في المئة من مساحة الأراضي الكندية بالغابات، وهي قرابة 8 بالمئة من مساحة الغابات الكلية في العالم، وتتكون تلك الغابات بشكل أساسي من أشجار التنوب والحور والصنوبر. وتمتلك كندا أكثر من 2,000,000 بحيرة – منهم 563 بحيرة بمساحة أكبر من 100 كيلومتر مربع (39 ميل مربع) – وذلك أكثر من أي دولة أخرى، لتمتلك بذلك الكثير من مخزون العالم من الماء العذب. وتمتلك أيضًا الأنهار الجليدية في جبال روكي الكندية والجبال الساحلية.
تُعد كندا من الدول النشطة جيولوجيًا، فتمتلك العديد من الزلازل والبراكين المُحتمل نشاطها، خاصة نجد جبل ميجر، وجبل غاريبالدي، ونجد جبل كايلي، وسلسلة جبال أدزيزا البركانية. وتتراوح درجات الحرارة المرتفعة في الشتاء والصيف عبر كندا من طقس قطبي شمالي في الشمال، إلى فصول صيف حارة في المناطق الجنوبية، مع أربعة فصول متميزة.

## المناخ
تمتلك كندا مناخًا متنوعًا. يختلف المناخ من المُعتدل على الساحل الغربي لمقاطعة كولومبيا البريطانية إلى مناخ شبه قطبي في المناطق الشمالية. يمكن أن تتكون الثلوج أغلب أوقات السنة في أقصى شمال كندا مع مناخ قطبي. وتميل المناطق غير الساحلية إلى امتلاك مناطق مناخ قاري صيفي دافئ باستثناء جنوب غرب أونتاريو التي تمتلك مناخًا صيفيًا حارًا وقاريًا ورطبًا. وتمتلك أجزاء من غرب كندا مناخًا شبه جاف، ويمكن تصنيف أجزاء أخرى من جزيرة فانكوفر على أنها مناخ صيفي متوسطي بارد. تتراوح درجات الحرارة القصوى في كندا من 45.0 درجة مئوية (113 درجة فهرنهايت) بميدالي وبمدينة ييلور جراس بمقاطعة ساسكاتشوان في الخامس من يوليو لعام 1937 إلى 63.0 درجة مئوية (81.4 درجة فهرنهايت) في قرية سناج بمقاطعة يوكون يوم الإثنين الموافق الثالث من فبراير لعام 1947.

## الجغرافيا الطبيعية
تغطي كندا مساحة 9,984,670 كيلومتر مربع (3,855,100 ميل مربع) ومجموعة من المناطق الجغرافية المناخية المختلفة. هناك 8 مناطق رئيسية. تشتمل كندا أيضًا على تضاريس بحرية شاسعة، بأطول ساحل في العالم بطول 243,042 كيلومترًا (151,019 ميلًا). وتتميز الجغرافيا الطبيعية لكندا بتنوع كبير. تنتشر الغابات الشمالية في جميع أنحاء البلاد، وينتشر الجليد بشكل كبير في المناطق القطبية الشمالية وخلال مجموعة جبال روكي، وتسهل المروج الكندية شبه المُسطحة في الجنوب الغربي من الزراعة الإنتاجية. وتغذي البحيرات العظمة نهر سانت لورانس (في الجنوب الشرقي) حيث تحتشد أراضي كندا المنخفضة بالكثير من سكان كندا.

### جبال الأبالاش
تمتد جبال الأبالاش من ألاباما خلال غاسبيزيا والمقاطعات الأطلسية، لتخلق تلال متدرجة بادئة من وديان الأنهار. وتمتد أيضًا عبر الأجزاء الجنوبية من مقاطعة كيبك.
وجبال الأبالاش (خاصة جبال شيك شوك ونوتر دام وجبال لونج رينج) هي مجموعة جبال قديمة ومتآكلة، بمتوسط عُمر يصل إلى 380 مليون عام. وتشمل الجبال البارزة في جبال الأبالاش جبل جاك كارتييه (كيبك، 1268 مترًا أو 4160 قدمًا)، وجبل كارلتون (نيو برونزويك، 817 مترًا أو 2680 قدمًا)، ذا كابوكس (نيوفاوندلاند، 814 مترًا أو 261 قدمًا). وتتميز أجزاء من جبال الأبالاش بكونها موطنًا طبيعيًا للحيوانات والنباتات وتُعد من الناناتاك أثناء العصر الجليدي الأخير.

### البحيرات العظمى ومنخفضات سانت لورانس
والأجزاء الجنوبية من كيبك وأونتاريو، في أجزاء البحيرات العظمى (يحدها تماما أونتاريو على الجانب الكندي) وحوض نهر سانت لورنس (يُسمى عادة منخفضات سانت لورنس)، هي سهول غنية أخرى. وكانت غابات البحيرات العظمى الشرقية المنخفضة، قبل استعمارها والتمدد الحضاري الغزير بها في القرن العشرين، كانت موطنًا لغابات مختلطة كبيرة تغطي المنطقة شبه المستوية بين جبال الأبالاش والدرع الكندي. قُطعت معظم هذه الغابات خلال عمليات الزراعة وقطع الأشجار، لكن الجزء الأكبر من الغابات المتبقية محمي بشدة. ويقع في هذا الجزء من كندا خليج سانت لورنس، وهو واحد من أكبر مصبات الأنهار في العالم (أنظر غابات خليج سانت لورانس المنخفضة).
مع أن تضاريس هذه الأراضي المنخفضة مسطحة على الأغلب ومنتظمة الشكل، لكن تنتشر بعض الباثوليتات المعروفة بتلال مونترجيان على طول خط منتظم في معظم أنحاء المنطقة. والأكثر بروزًا هم مونت رويال بمونتريال ومونت سانت هيلير. وتُعرف هذه التلال بثرائها الشديد بالمعادن الثمينة.

### الدرع الكندي
يقع الجزء الشمالي الشرقي من ألبيرتا، والأجزاء الشمالية من ساسكاتشوان، ومانيتوبا، وأونتاريو، وكيبك، بالإضافة إلى معظم مساحة لابرادور (اليابسة في مقاطعة نيوفاوندلاند ولابرادور)، على قاعدة صخرية واسعة تُعرف الدرع الكندي. يتكون الدرع بشكل رئيسي من تضاريس جبلية متآكلة ويحتوي على العديد من البحيرات والأنهار المهمة المُستخدمة في إنتاج الطاقة الكهرومائية، خاصة في شمال كيبك وأونتاريو. يحيط الدرع أيضًا بالمنطقة الرطبة، وهي الأراضي المنخفضة في خليج هدسون. ويُشار إلى بعض مناطق الدرع على أنها سلاسل جبلية، تتضمن جبال تورنجات وورينتيان.
ولا يستطيع الدرع دعم الزراعة الكثيفة، على الرغم من وجود زراعة الكفاف ومزارع ألبان صغيرة في العديد من قرى النهر وحول البحيرات الوفيرة، خاصة في المناطق الجنوبية. تغطي الغابات الشمالية الكثير من مساحة الدرع، بمزيج من الصنوبريات التي توفر موارد الأخشاب القيمة في مناطق مثل غابات الدرع الكندي الوسطى البيئية والتي تغطي جزء كبير من شمال أونتاريو. وتُعرف المنطقة بمخزونها المعدني الكبير.
ويشتهر الدرع الكندي بمخزونه المعدني الكبير، بمعادن مثل الزمرد، والماس، والنحاس. ويُسمى الدرع الكندي أيضًا بالبيت المعدني.